# Церемониальное оружие

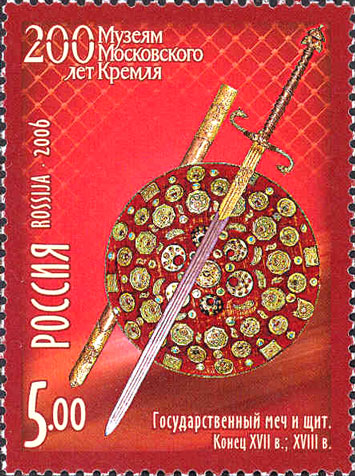
Государственный меч и щит Российской империи
Почтовая марка серии «200 лет музеям Московского Кремля»

Церемониальное оружие — общее название оружия, используемого в качестве того или иного символа в религиозных обрядах, торжественных государственных мероприятиях, воинских ритуалах и так далее. 
Чаще всего церемониальное оружие боевых функций не несёт, исполняя декоративное и обрядовое назначение, а также указывая на высокий статус его владельца — физического лица (монарха, воинского начальника и так далее), воинского подразделения, исторической территории, государства.

## История
Оружие, несущее исключительно церемониальную функцию, известно с древних времён. Так, двузубцы, созданныe по подобию оружия Мардука, или палица с головой льва, которые были найдены при археологических раскопках в Двуречье, датируются специалистами IV—III веками до н. э. В Древней Месопотамии этим предметам поклонялись наравне со священными животными (собака Гулы, коза-рыба Эа и т. д.) и символами космоса (солнечный диск, полумесяц, звезда Иштар). При раскопках в Триполье найден мраморный топор приблизительно того же периода. В силу хрупкости материала он не мог исполнять боевые функции. Археологи сделали вывод, что его назначение — служить парадным, церемониальным оружием. Практически к этому же периоду относится использование в Древней Греции церемониальных топоров-лабрисов, хотя первое письменное упоминание о них встречается много позже у Плутарха. Оружие, по легендам принадлежавшее самому Зевсу, не могло не стать предметом поклонения. Наиболее часто лабрисы использовались жрицами при церемониальных жертвоприношениях быков.

## В Древнем Риме

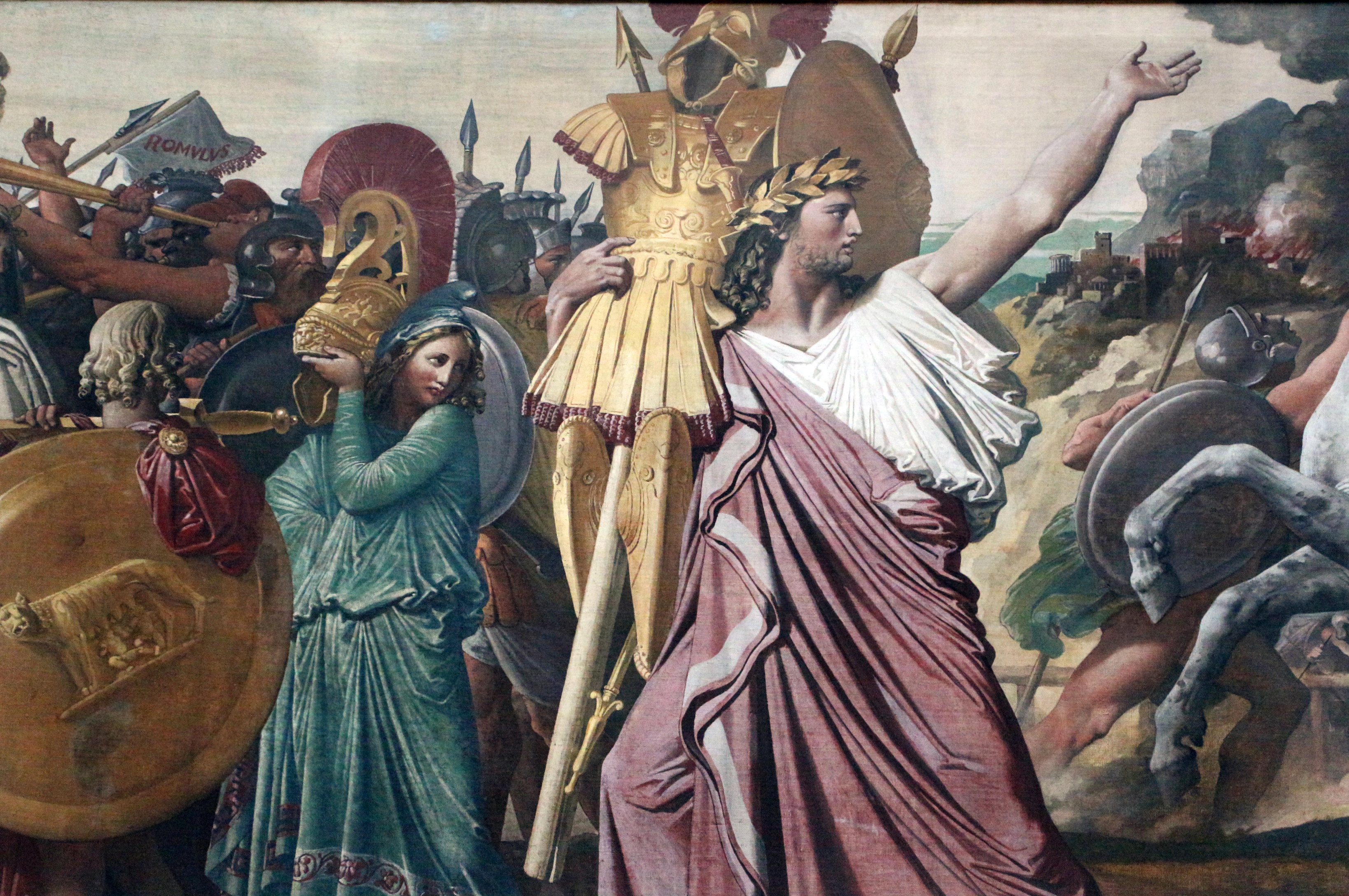
Ромул, победивший Акрона.
Жан-Огюст-Доминик Энгр. Темпера. 1812 год.

При описании церемониального и парадного вооружения воинов Древнего Рима современные специалисты подчёркивают сложность и спорность отождествления того или иного предмета вооружения с торжественным или обычным боевым снаряжением только по богатству отделки. На первый взгляд, признаками церемониального оружия могут служить необычная форма, вычурный вид, обильное декорирование золотом и драгоценностями. Однако даже на самых богато украшенных элементах оборонительного оружия исследователи находят следы вмятин, сквозных проколов и других повреждений. Следует иметь в виду, что для начального периода Римской империи характерно роскошное оформление оружия при практически полном отсутствии изысканности и даже элементарного вкуса.
Традиция церемониальных шествий с захваченными трофеями в Древнем Риме относится специалистами к VIII веку до нашей эры, когда, согласно легенде, Ромул, одолевший в бою Акрона, срубил огромную дубовую ветвь, развесил на неё оружие и доспехи сражённого царя и с победной песней прошествовал вокруг Палатина. После этого трофейное оружие было освящено в храме Юпитера по новому обряду и использовалось далее как парадное. Вероятно, что это было первое празднование победы — «триумфа». От века к веку шествия триумфаторов становились всё более блестящими и впечатляющими. К сожалению, в письменных источниках упоминаются в первую очередь роскошные колесницы и облачение императоров, например при триумфе Аврелиана: 

 Там были три царские колесницы; из них одна — колесница Одената, отделанная и разукрашенная серебром, золотом и драгоценными камнями; вторая — присланная персидским царём в подарок Аврелиану, такой же искусной работы; третья — которую сделала для себя Зенобия, надеясь вступить в ней в город Рим. <…> Была еще одна колесница, запряжённая четырьмя оленями; она, говорят, принадлежала царю готов.

Триумфатор был облачен в шитые золотом пурпурные одежды, состоявшие из туники и тоги. На голове возлежал зелёный лавровый венок. В правой руке он держал лавровую ветвь, а в левой — скипетр с изображением орла из слоновой кости. На его шее висел амулет в виде золотой капсулы. 
Таким образом, при триумфах правители въезжали в Рим как победители, несущие мир: в лёгких туниках, с лавровым венком на голове и с оливковой или лавровой ветвью в руке. Однако описания собственно церемониального оружия всё-таки встречаются, а ещё большую информацию предоставляют дошедшие до настоящего времени иконографические изображения. К подобному вооружению нужно отнести, во-первых, золочёные копья, украшенные драгоценными камнями, к верхушкам которых были прикреплены драконы с пурпурными нашивками — знамёна когорт, введённые в начале II века императором Траяном и заимствованные, вероятно, у парфян или даков. Сюда же относятся атрибуты ликторов: украшенные фасции, символизирующие готовность власти добиваться исполнения принятых решений силой, и вплетённые в них топоры или секиры.

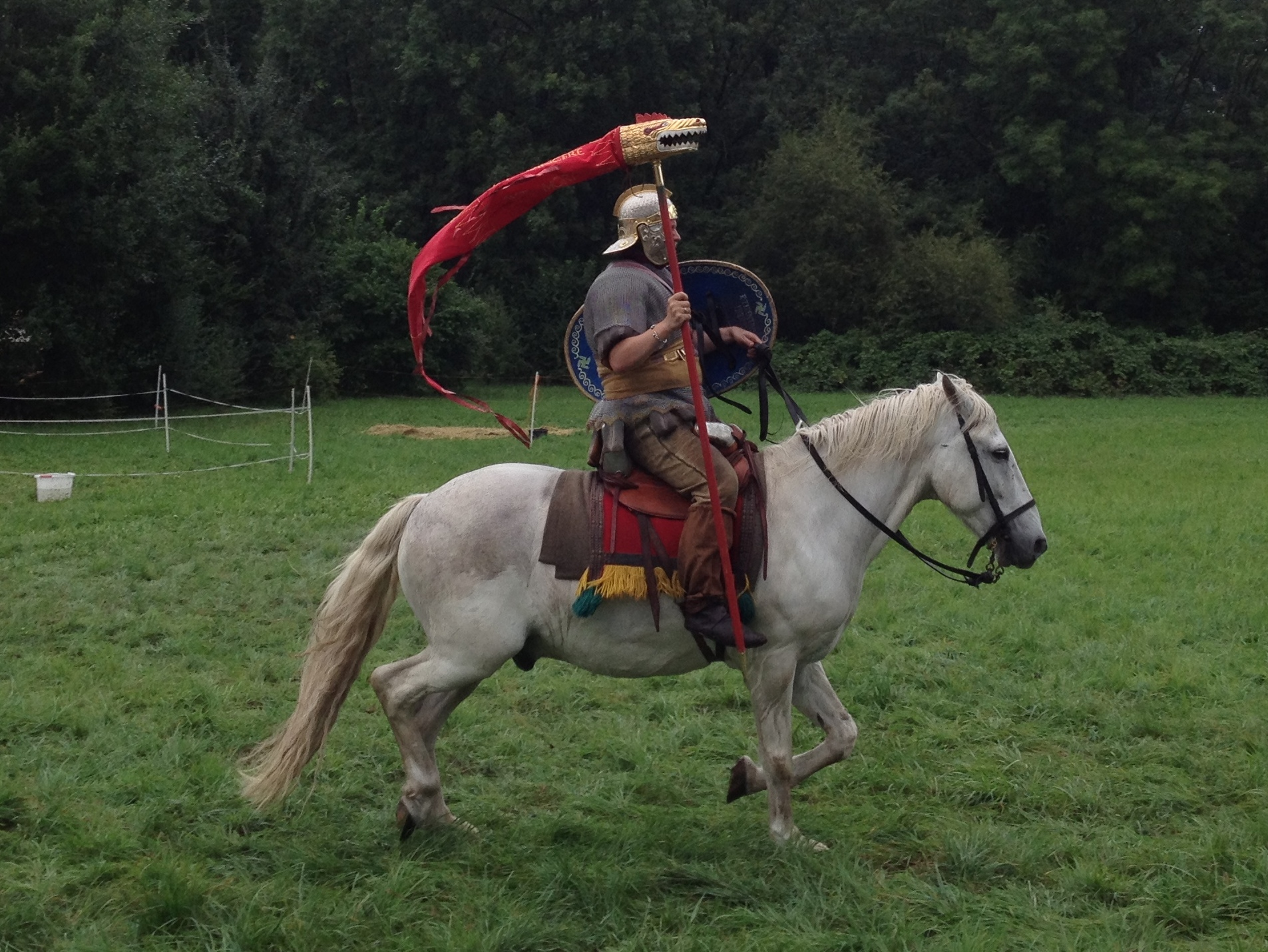
Драконарий.
Современная реконструкция.

Греческий историк Геродиан упоминает ещё «служившие для шествий короткие мечи, украшенные серебром и золотом», однако каких-либо иных подтверждений этому нет. Другого оружия на триумфах практически не было, что было предусмотрено статусом города Рима. Как и их предводитель, легионеры шли с расчехлёнными щитами, но в туниках, без доспехов и оружия. Проход по городу в полном вооружении допускался в случаях военных парадов. Известной единицей церемониального наступательного оружия мог бы считаться украшенный золотом и инкрустациями меч Тиберия и его ножны, хранящиеся в настоящее время в Британском музее. Однако целый ряд исследователей классифицируют его как обычный боевой гладиус, более того, производимый в массовых количествах.
Ещё одним поводом демонстрации вооружённой подготовки воинов в Древнем Риме служили кавалерийские турниры (Hippika gymnasia). Пышностью атмосферы, продуманностью экипировки они не уступали боям гладиаторов, но несли иную задачу — ярким действием продемонстрировать воинскую выучку граждан Римской империи. Это позволяет считать эти кавалерийские состязания прообразом рыцарских турниров средневековой Европы. Наступательное оружие, однако, здесь было представлено практически только затупленными дротиками. Оборонительное, напротив, включало в себя не только дорогие щиты и доспехи, но и изысканные шлемы с масками.

## В христианстве

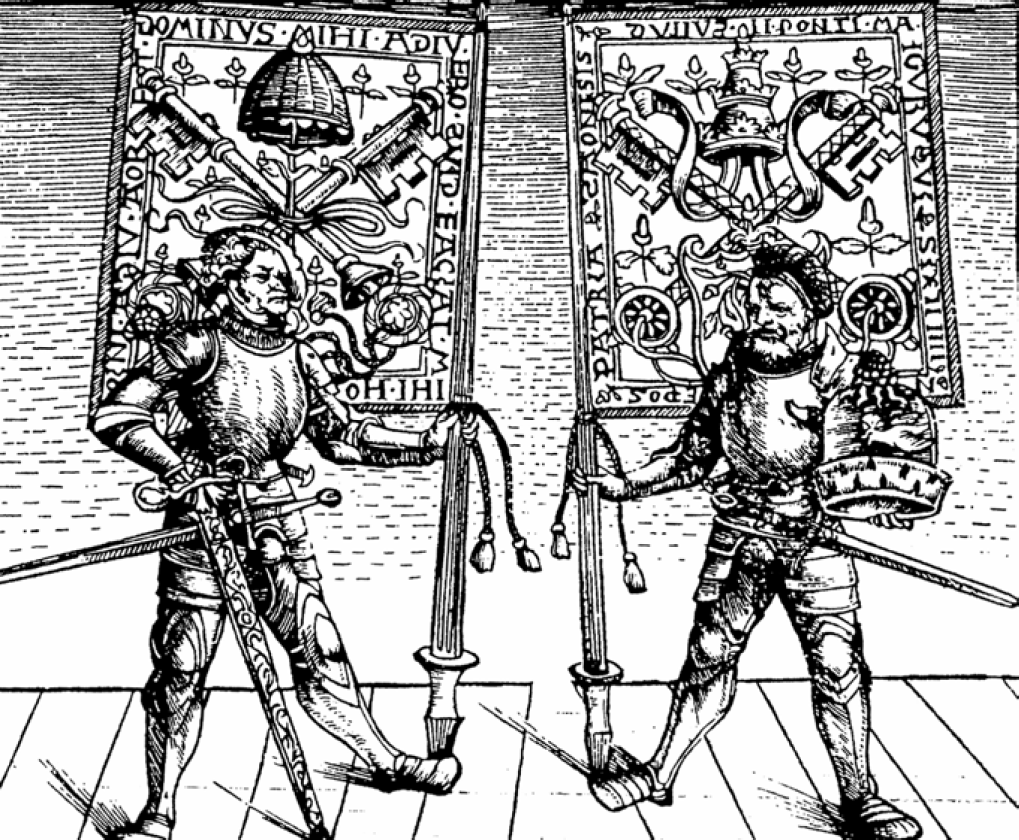
Герольды Юлия II с папскими дарами.
Гравюра неизвестного мастера.
Между 1506 и 1511 годами.

Со времён раннего христианства сакральный смыл нёс в себе меч. Начиная с эпизода Библии, в котором Святой Пётр с мечом в руке пытался спасти Иисуса Христа от ареста в Гефсиманском саду, это оружие становится в первую очередь символом духовной власти. Меч у христиан зачастую является выражением мученичества и подвижничества. С клинком в руке всегда изображается Апостол Павел: им он был обезглавлен (64 или 67 год н. э.), но он же стал «мечом духовным, который есть слово Божие». С этим оружием ассоциируются деяния Иакова Старшего (?-44 год н. э.) и Мартина Турского (316—397 годы), мученическая смерть Агнессы Римской (291—304 годы), Иустины Антиохийской (?-304 год), Луции Сиракузской (283—303 годы).
Несколько столетий спустя меч духовный получает материализованное воплощение. Это оружие Папский престол в лице Епископа Римского вручает европейским правителям, их наследникам или полководцам «в знак признания их вклада в защиту христианского мира», зачастую, как выражение одобрения совершённого или планируемого присоединения земель, население которых также попадало под влияние Католической церкви. Дары эти получили название Благословлённые меч и шляпа (лат. ensis benedictus, pileus benedictus). При этом на каждом экземпляре меча было всегда инкрустировано имя Папы, благословившего меч, но никогда имя одариваемого: по мнению церкви, истинным защитником веры был сам понтифик, в то время как светский правитель являлся лишь его вооружённой рукой.
С распространением огнестрельного оружия тяжёлые двуручные мечи быстро теряют функции боевого оружия и практически полностью переходят в категорию церемониального, главным образом, как элемент коронационных торжеств. Интересно, что в Европе эту функцию нередко исполняли мечи, являвшиеся ранее даром Римского папы. Например, в 1460 году папа Пий II даровал меч и шляпу курфюрсту Бранденбурга Альбрехту III в ходе Мантуанского собора. Позже этот же меч служил церемониальным мечом Бранденбурга. В 1506 году Юлий II даровал меч Якову IV, королю Шотландии. Позднее этот клинок стал Государственным мечом этой страны. В 1683 году папа Иннокентий XI вручил меч монарху Речи Посполитой Яну Собескому за противостояние Турции в Польско-турецкой войне 1672—1676 годов. С тех пор раритет хранился в резиденции Радзивиллов в Несвижском замке. В 1812 году он был захвачен русской армией в качестве военного трофея. А 24 мая 1829 года Император российский Николай I был коронован как король Польши с использованием в церемонии этого же меча.

## Оружие коронационных торжеств в Европе

### Франция

Парадный портрет Людовика XIV с мечом Карла Великого.
Гиацинт Риго, 1701 год. Холст, масло.

Вероятно, что хронологически наиболее старым как по времени оценки специалистами, так и по первым письменным сохранившимся источникам, является меч короля франков Карла Великого, называемый также Жуайёз (фр. Joyeuse, ≈ Радостный или Радужный), в последующем использовавшийся при коронационных мероприятиях монархов Франции. История его появления окружена мифами и легендами. По одним, он был выкован из того же металла и подвергался такой же закалке, что и Куртана Святого Эдуарда и Дюрандаль Роланда. По другим — изготовлен из острия копья Лонгина, пронзившего распятого Иисуса Христа. Проведённый радиоуглеродный анализ определяет возраст оружия не старше XI века (Карл Великий умер в 814 году).
Тем не менее, меч, который сейчас принято называть Жуайёз, был использован в коронациях французских монархов, начиная, с Филиппа III Смелого (1270 год) и заканчивая Карлом X (1824 год). До Великой французской революции хранился в Аббатстве Сен-Дени, позже перемещён в Лувр.

### Польша
Одним из самых старых относительно момента первого упоминания является меч польских монархов и правителей Щербец. Название происходит от повреждения, щербины, которую он якобы получил, когда владевший им Болеслав I Храбрый нанёс удар по Золотым воротам в Киеве. Исследователи, в том числе польские, подтверждают, что это не более чем предание: первое упоминание о Золотых воротах относится к 1037 году, а поход Болеслава состоялся в 1018 году. Первое время Щербец служил символом судебной власти и лишь позже, вероятно с 1320 года, стал элементом коронационных торжеств. Обоюдоострый меч имеет длину 98 см, эфес гравирован золотыми пластинами, по бокам рукояти и на гарде текст на латыни.

### Англия, Великобритания

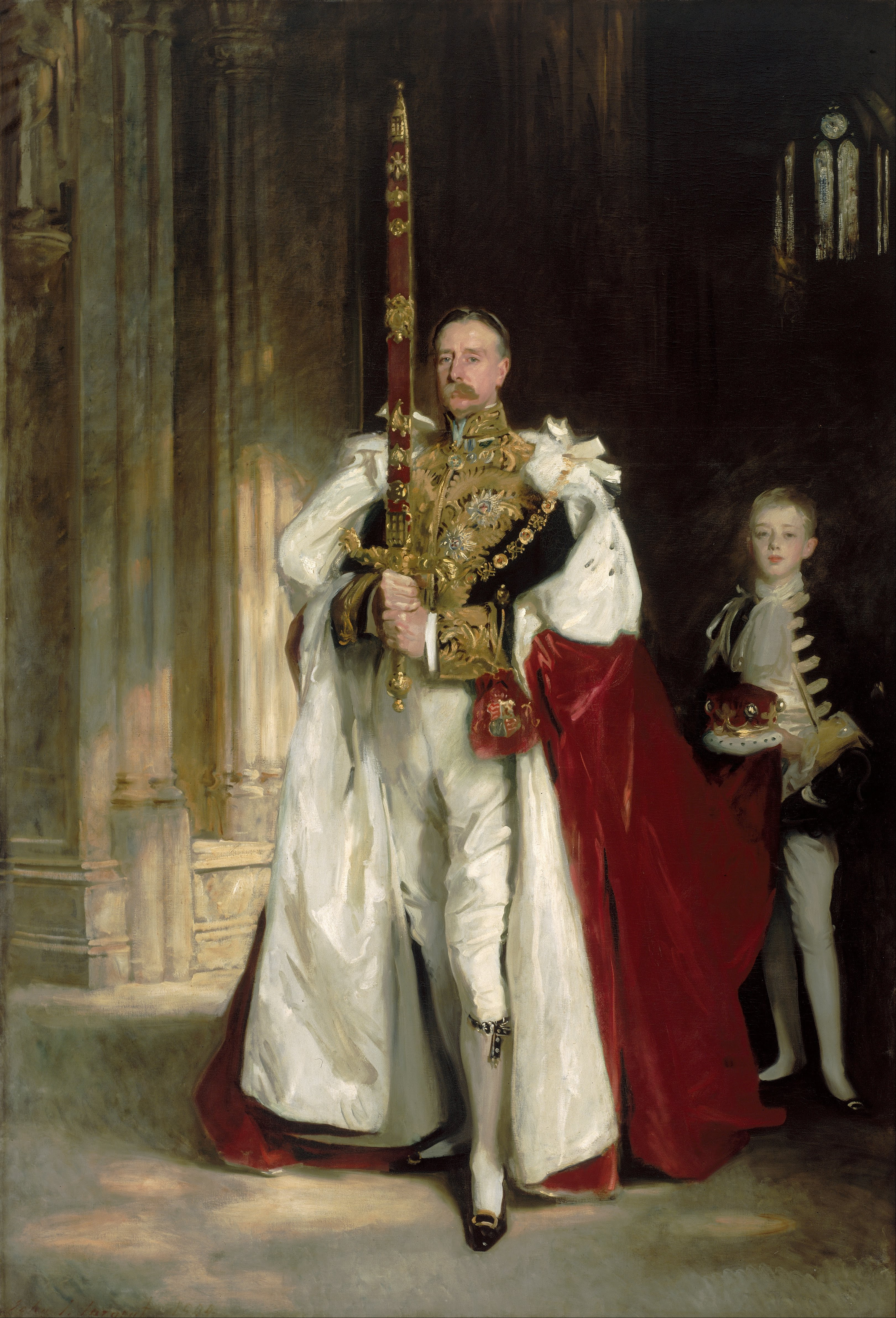
VI маркиз Лондондерри держит Великий государственный меч на коронации Эдуарда VII
Джон Сингер Сарджент, 1902 год. Холст, масло.

Главным коронационным мечом Англии является Меч Эдуарда Исповедника, также называемый Curtana или Меч Милосердия. Документально его история прослеживается с коронации Ричарда I Львиное Сердце в 1189 году, а легенды приписывают владение им Ожье Датчанину, паладину императора Карла Великого, а ещё ранее полулегендарному Тристану, хотя рукописных или иных доказательств этому нет. Мечом милосердия Curtana называют за обломанное на 2-3 сантиметра от кончика острия лезвие, делающим его неспособным нанести смертельный удар. По одним преданиям, это случилось, когда Тристан сражался с ирландским великаном Моргольтом и, пробив ему череп, оставил там небольшой фрагмент клинка. По другим, сын Ожье Датчанина был убит сыном Карла Великого. Когда паладин в ярости пытался отомстить, с небес сошёл ангел, обломал остриё меча и воскликнул «Милосердие лучше мести!».
С XII века Меч Эдуарда Исповедника в коронационных торжествах сопровождают так называемые Меч духовного правосудия (англ. Sword of Spiritual Justice) и Меч мирского правосудия (англ. Sword of Temporal Justice). В 1678 году к имеющемуся коронационному оружию был добавлен Великий государственный меч (или Державный меч, англ. Sword of state), а в 1820 году — Драгоценный жертвенный меч.

### Священная Римская империя
Первые документальные упоминания об Имперском мече — главном коронационном оружии Священной Римской империи, — относят к концу XII века, хотя его появление также окружено легендами. Некоторые исследователи, например автор типологии мечей Эварт Оукшотт, условно называют его мечом святого Маврикия, хотя датируют его XI веком, что никак не соответствует дате смерти христианского святого — 290 году н. э. Кроме того, Оукшотт делает интересное наблюдение: фигуры монархов на ножнах находятся в естественном состоянии (головой вверх), только когда меч поднят остриём вверх. Следовательно, меч изначально изготавливался для церемониального использования: при повседневном ношении оружия на поясе рыцаря эти изображения находились бы вверх ногами, что являлось бы знаком полного к ним неуважения. В настоящее время меч хранится в сокровищнице Хофбургского замка в Вене.

### Богемия, Чехия
Меч святого Вацлава — коронационное оружие Богемии, позже Чехии, один из элементов Чешских королевских регалий. До XIX века меч считался подлинным личным оружием князя Вацлава, правившего в начале X века. По более поздней версии меч изготовлен в 1347 году, вероятно, при императоре Священной Римской империи Карле IV, который под именем Карел I стал королём Чехии. Однако на основе современных средств анализа исследователями Пражского Града в 2008 году установлено, что собственно клинок изготовлен в X веке. Около вырубленного креста обнаружены остатки клейма, нанесённого методом так называемого сварочного дамаска, что характерно для технологий, известных в раннем средневековье. А вот гарда, навершие и черенок, покрытый бархатом и расшитый серебряными нитями, изготовлены уже в XIII веке.

## Церемониальное оружие в других государствах и странах

### Япония
Одним из трёх символов власти японских императоров является меч Кусанаги-но цуруги.